# Äppelvecklare
Äppelvecklare (Cydia pomonella) är en art av fjäril vars larver orsakar stor skada på äpplen, genom att gnaga gångar i frukterna. Den lever även på päron och tillfälligt även i annan frukt.

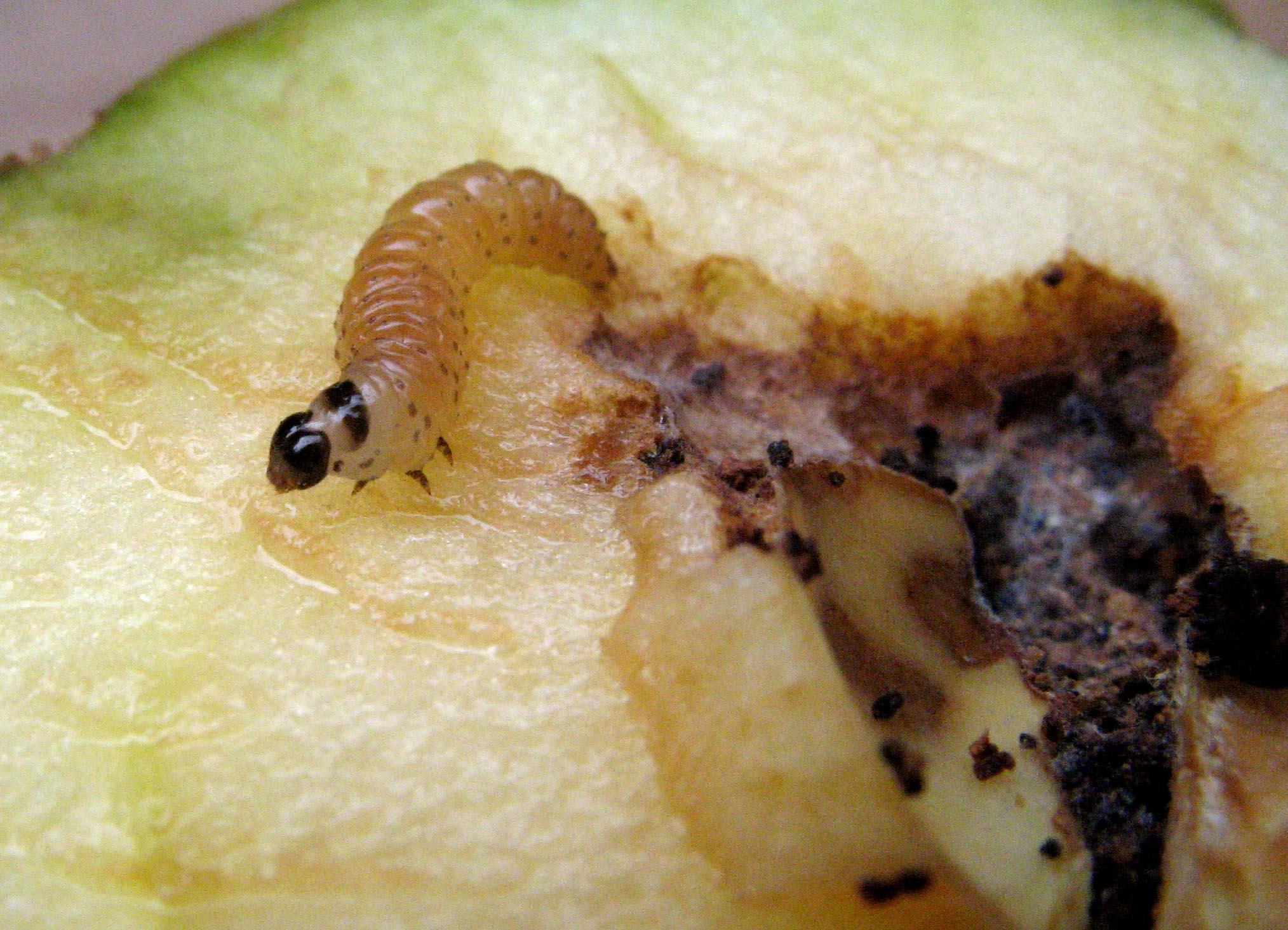
Larv på äpple.

Vingspannet är 14–22 millimeter. Den förekommer i fruktodlingar, trädgårdar och parker över hela Europa, utom längst i norr.
I trädgårdar inom EU har bekämpning av äppelvecklaren i praktiken förbjudits 2021 genom införandet av det allmänna förbudet mot växtskyddsmedel på tomtmark. Däremot får den kommersiella äppelodlingen även fortsättningsvis bekämpa äppelvecklaren.